# تپه جری الف و ب
تپه جری الف و ب مربوط به دوران پیش از تاریخ ایران باستان است و در شهرستان مرودشت، روستای خیرآباد واقع شده و این اثر در تاریخ ۲۸ تیر ۱۳۵۵ با شمارهٔ ثبت ۱۲۶۸ به‌عنوان یکی از آثار ملی ایران به ثبت رسیده است.